# Markenplein
Markenplein (« Place de Marken » en néerlandais) est une place d'Amsterdam aux Pays-Bas, située entre la Valkenburgerstraat (« Rue de Fauquemont ») et la Rapenburgerstraat (« Rue de Rapenburg »).
Elle dispose d'un trottoir à motifs abstraits et structurés, conçu par l'artiste américain Sol LeWitt. Sur la place se situe l'Académie néerlandaise du cinéma (Nederlandse Filmacademie).